# Тодд, Беверли
Беверли Тодд (англ. Beverly Todd, род. 11 июля 1946) — американская актриса, продюсер и сценарист.
Тодд добилась наибольшей известности по ролям в кинофильмах 1970-х годов, таких как «Потерянный человек», «Меня зовут Мистер Тиббс!» (1970), «Брат Джон» (1971) и «Часть денег» (1977). Позже она по большей степени играла заметные роли на телевидении и в театре, за исключением крупных фильмов 1980-х «Переезд» (1988) и «Положись на меня» (1989), где она сыграла в дуэте с Морганом Фриманом, с которым она позже воссоединится на экране в фильме 2007 года «Пока не сыграл в ящик». Также Тодд играла мать Дона Чидла в фильме 2004 года «Столкновение».
На телевидении Тодд наиболее известна благодаря роли в мини-сериале 1977 года «Корни». С тех пор она появилась в ряде других проектов, включая «Лу Грант», «Сент-Элсвер», «Частный детектив Магнум», «Блюз Хилл-стрит», «Другой мир», «Клиент всегда мёртв», «Ищейка» и «Анатомия страсти».
В дополнении к актёрской карьере, Тодд известна как общественный деятель, она вносит значительный вклад в развитие ряда организаций, борющихся за права человека, а также является вице-президентом не коммерческой организации «Malik’s Voice for Peace», поддерживающей семьи, в которых были убиты дети.
Тодд замужем за продюсером Крисом Кайзером, в браке с которым у них был сын Малик Смит, который был убит 20 марта 1989 года, в возрасте 18 лет, после нападения хулиганов.

## Избранная фильмография
| Год       |   | Русское название    | Оригинальное название | Роль          |
| --------- | - | ------------------- | --------------------- | ------------- |
| 2002—2003 | с | Клиент всегда мёртв | Six Feet Under        | Люсиль Чарльз |
| 2007      | с | Доктор Хаус         | House                 | Алисия Форман |